# Émile Germain Masson
Émile Germain Parfait Masson, né le 18 avril 1869 à Lamotte-Beuvron (Loir-et-Cher) et mort à Marseille le 15 mai 1935, est un ancien maire de Dakar de 1908 à 1919.
Employé puis Agent de commerce de la maison de commerce Maurel Frères à Dakar, à partir de 1890, il est premier adjoint de la ville de Dakar en 1907, puis maire à partir de 1908. Il est à l’origine de la construction de l’Hôtel de ville de Dakar en 1914.
Il est nommé chevalier de la Légion d’honneur en mars 1912. 
Domicilié à Nice, il meurt à Marseille le 15 mai 1935

## Distinctions
- Chevalier de la Légion d'honneur (1912)